# Pentesilea
Pentesilea (in greco antico: Πενθεσίλεια?, Penthesíleia; in latino Penthesilea), con le possibili varianti di Pantasilea e Pentasilea, è un personaggio della mitologia greca, le cui gesta erano narrate nel poema post-omerico perduto Etiopide.
Fu regina delle Amazzoni, il popolo di donne guerriere abitanti della Scizia e dell'odierno Ponto, antica regione dell'Asia Minore.
Prode eroina e fanciulla bellissima, accorse a Troia come alleata di Priamo nel decimo anno del conflitto troiano, a seguito della morte di Ettore, per combattere contro le file achee, sebbene il vecchio re ricordi nell'Iliade di essere stato in gioventù avversario del suo popolo. Pentesilea portò scompiglio tra le orde nemiche, risollevando momentaneamente le sorti dei Troiani, fino a quando non fu colpita a morte da Achille.

## Genealogia
Figlia di Ares e di Otrera e sorella di Ippolita, Antiope e Melanippe.

## Mitologia

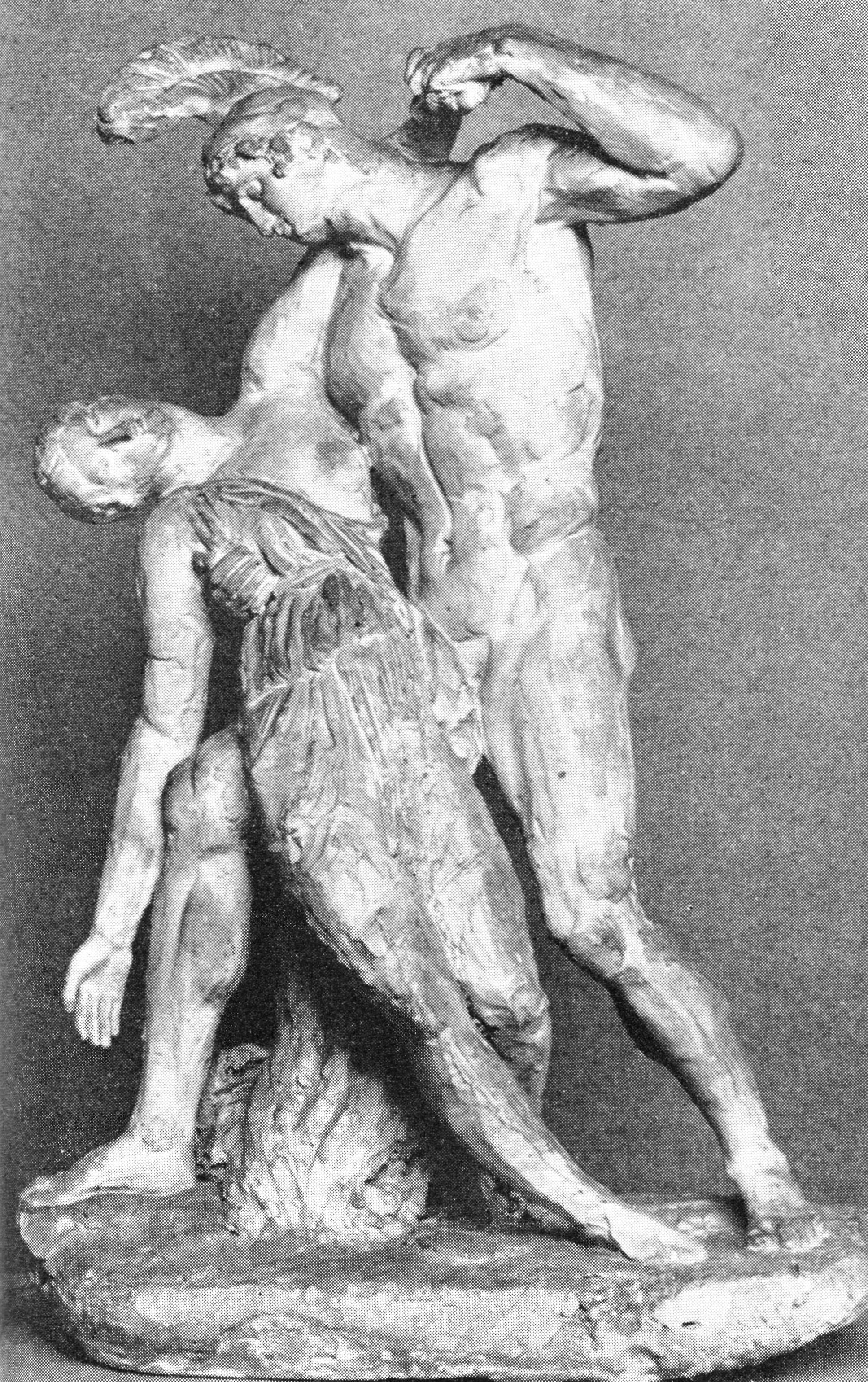
Achille e Pentesilea, opera di Bertel Thorvaldsen, 1801, Copenaghen, Museo Thorvaldsen

Fu una prode guerriera e alla nascita fu istruita dall'Amazzone Cleta. Presto si macchiò di un grave delitto, uccidendo al banchetto nuziale di Teseo e Fedra la sorella Ippolita, Glauce o Melanippa, saettata da una freccia, nel corso della rissa che seguì alle nozze del re ateniese. Oppure pensò di colpire un cervo in una battuta di caccia e, invece, colse per errore la sorella con una lancia. Pentesilea si rabbuiò e invocò per se stessa la morte, o perlomeno una gloriosa fine che riparasse al misfatto. Si racconta che Pentesilea avesse inventato l'ascia da guerra e l'alabarda.
La regina scelse dodici bellissime vergini e cercò rifugio a Troia per farsi purificare da Priamo, fuggendo alle spietate Erinni della sorella che la perseguitavano, adirate per il suo inaudito crimine. Desolante fu lo spettacolo che si parò davanti agli occhi della regina e delle sue Amazzoni al loro arrivo a Troia: Ettore era già cadavere e i suoi abitanti in lutto piangevano la sua perdita. Ditti Cretese ci dice che Pentesilea era già lì per ripartire e lo avrebbe certamente fatto se solo Paride non l'avesse trattenuta con doni d'oro. Condannata da Afrodite ad essere violentata da tutti gli uomini che la vedevano, si celò alla vista coprendosi con una splendida armatura e, distinguendosi per la sua audacia, divenne regina delle Amazzoni. La condanna degli dei la accompagnò fin dopo la morte poiché Achille, dopo averla uccisa, la spogliò delle armi com'era prassi dei vincitori, e, sfilatole l'elmo e vedendo il volto di lei, la cui bellezza nemmeno la morte era riuscita ad intaccare, non poté fare a meno di desiderarla nonostante l'Ade l'avesse già chiamata a sé. Posseduto da Eros, l'eroe ne violò le spoglie in un atto di necrofilia. Quando in seguito chiese dei volontari per seppellire il cadavere della regina, Tersite, il più brutto dei guerrieri greci chiamati a raccolta intorno a Troia e spettatore dell'abuso del giovane eroe sulle spoglie della regina, derise l'eroe per la sua passione per un cadavere e con un colpo secco cavò gli occhi fuori dalle orbite dell'Amazzone. L'eroe, infuriato, si avventò contro di lui e vibrò a Tersite un pugno con una forza tale da spaccargli tutti i denti e da far ruzzolare la sua anima giù nel Tartaro.
Questo crimine suscitò la grande indignazione dei Greci e Diomede, che era cugino di Tersite e voleva vendicarsi dell'empietà di Achille, per disprezzo all'eroe trascinò via il corpo di Pentesilea e lo gettò nello Scamandro come pasto per i pesci del fiume.

### Imprese in guerra

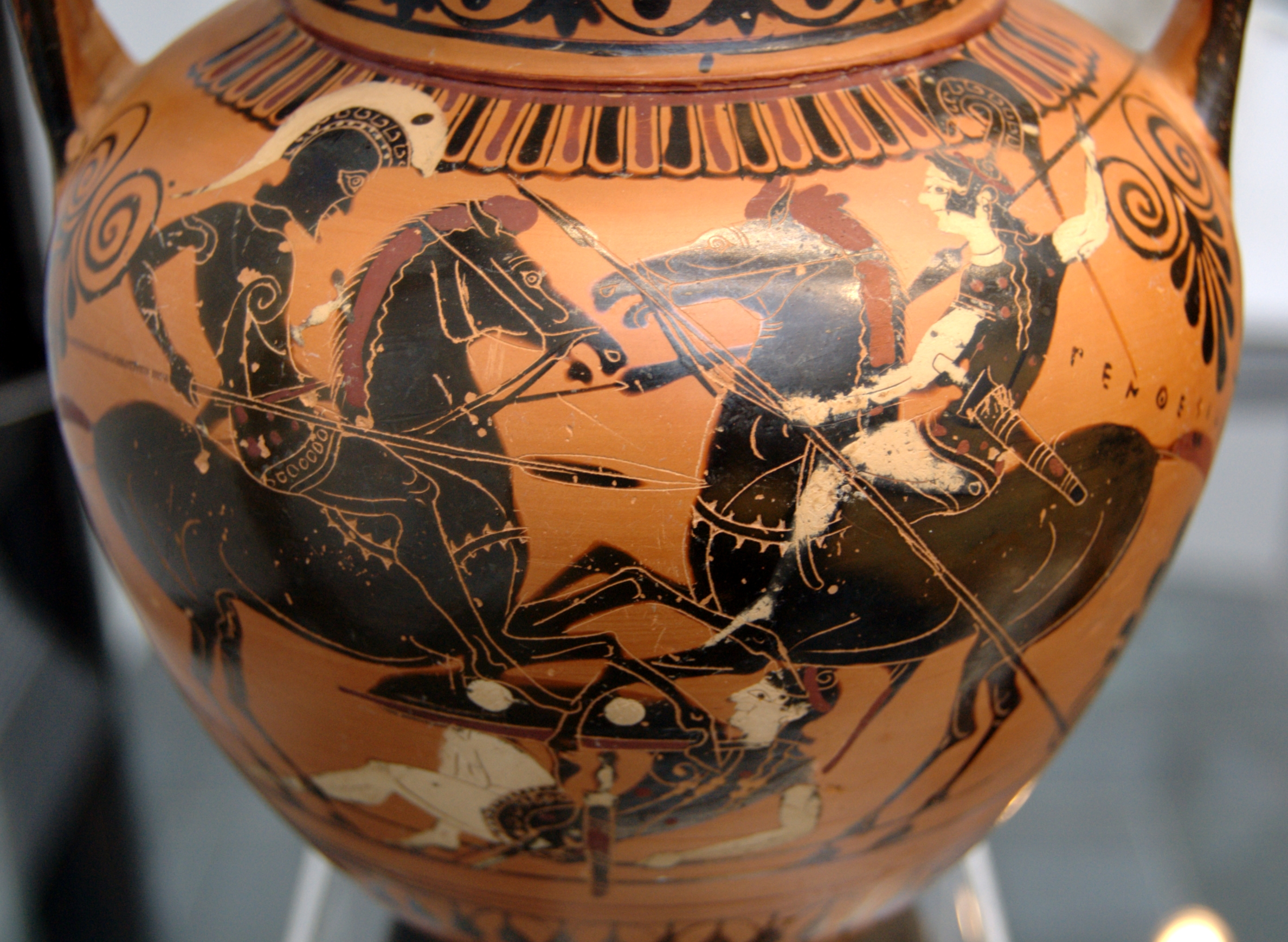
Duello a cavallo tra Achille e Pentesilea in un'anfora attica a figure nere del 520 a.C. circa nello Staatliche Antikensammlungen a Monaco di Baviera.

In battaglia si distinse abbattendo numerosi guerrieri achei, quali Molione, Persinoo, Eilisso, Antiteo, Lerno e il valoroso figlio di Aimone, Ippalmo. Uccise infine anche Elasippo.
Di fronte alla morte di Clonia, sua fedele compagna, uccisa dall'eroe Podarce, fratello di Protesilao, la regina delle Amazzoni si abbatté sull'assassino e lo uccise con un colpo di lancia.
Secondo alcune tradizioni, Pentesilea uccise anche Macaone, il medico acheo, che secondo altri fu ucciso da Euripilo. Già al loro primo scontro Pentesilea divenne una facile preda per Achille:
C'è chi racconta che nel corso del corpo a corpo con Achille, un giovane guerriero greco chiamato Calcone che si era invaghito della regina si fosse interposto tra l'eroe e l'eroina, facendo scudo a quest'ultima con il proprio corpo e subendo il colpo mortale dell'eroe al posto suo.
Pentesilea venne ben presto uccisa da Achille che, colpito dal suo coraggio, fece restituire il suo corpo ai Troiani affinché le dessero una onorevole sepoltura. Secondo un'altra versione Achille si innamorò di Pentesilea nel momento in cui la uccise.
C'è chi sostiene che gli amori dell'eroe con la regina siano stati consumati prima del loro corpo a corpo e che da questo amplesso sia stato generato Caistro.

### Nemici uccisi da Pentesilea

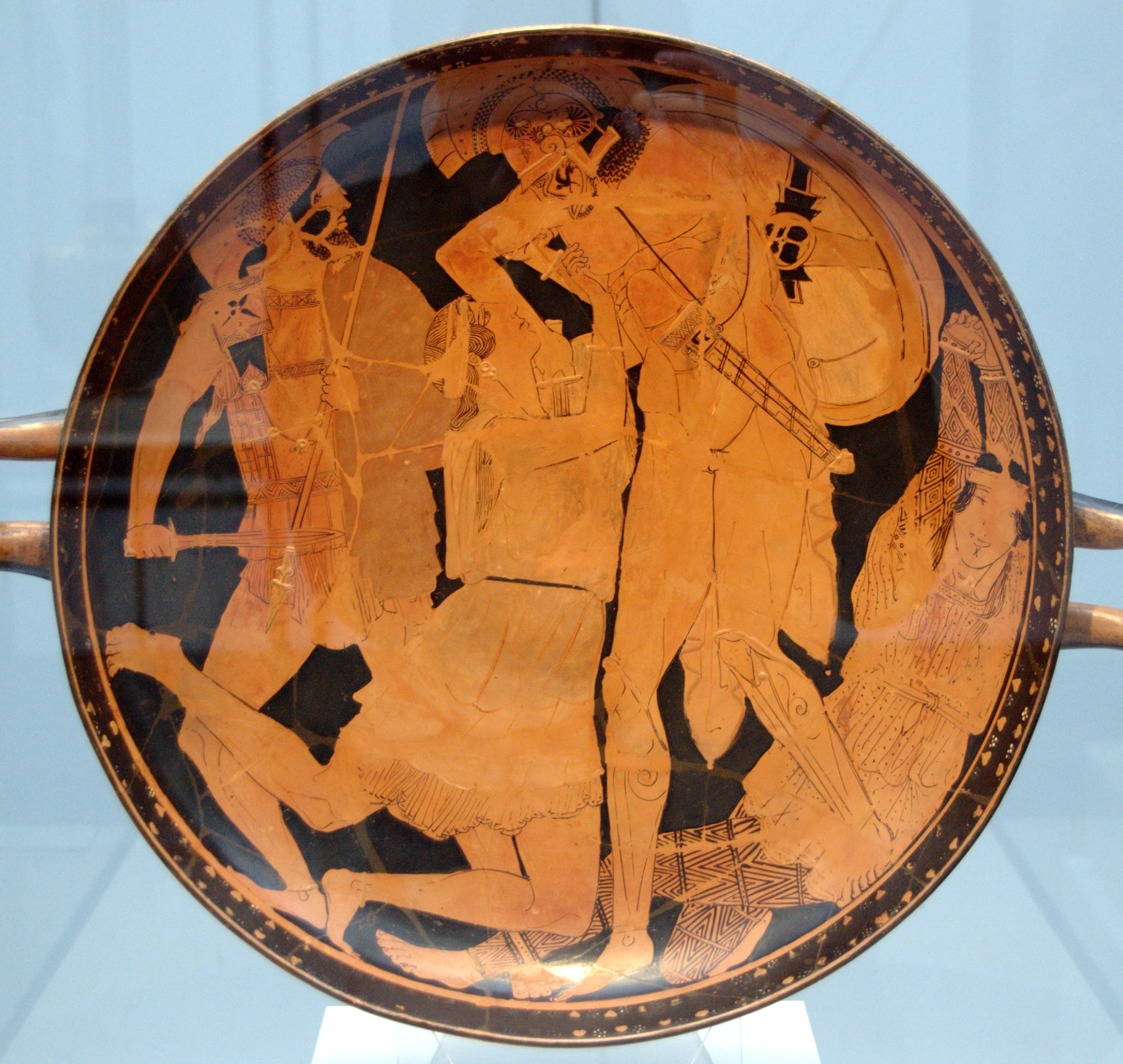
Morte di Pentesilea per mano di Achille, Monaco di Baviera, Antikensammlung

Una volta giunta a Troia, Pentesilea uccise numerosi guerrieri achei, dei quali solo due erano capitani. Quinto Smirneo non precisa se l'Amazzone riuscì a uccidere Podarce, ma riferisce solamente che riuscì a ferirlo con un colpo di lancia alla coscia.
1. Antiteo, guerriero acheo. (Quinto Smirneo, Posthomerica, libro I, verso 228.)
2. Eilisso, guerriero acheo. (Quinto Smirneo, Posthomerica, libro I, verso 228.)
3. Elasippo, guerriero acheo. (Quinto Smirneo, Posthomerica, libro I, verso 230.)
4. Ippalmo, guerriero acheo, figlio di Emone. (Quinto Smirneo, Posthomerica, libro I, verso 229.)
5. Lerno, guerriero acheo. (Quinto Smirneo, Posthomerica, libro I, verso 228.)
6. Macaone, medico greco, figlio del dio Asclepio. (Pseudo-Apollodoro, Epitome, libro V, 1.)
7. Molione, guerriero acheo. (Quinto Smirneo, Posthomerica, libro I, verso 227.)
8. Persinoo, guerriero acheo. (Quinto Smirneo, Posthomerica, libro I, verso 227.)
9. Podarce, capitano greco di Filache, figlio di Ificlo. (Quinto Smirneo, Posthomerica, libro I, versi 223 ss.)

### Le Amazzoni di Pentesilea
1. Clonia, uccisa da Podarce.[4]
2. Derinoe, uccisa da Aiace d'Oileo.
3. Evandra, uccisa da Merione.
4. Antadra, uccisa da Achille.
5. Bremusa, uccisa da Idomeneo.
6. Ippotoe, uccisa da Achille.
7. Armotoe, uccisa da Achille.
8. Alcibia, uccisa da Diomede
9. Derimacheia, uccisa da Diomede
10. Antibrote, uccisa da Achille.
11. Termodossa, uccisa da Merione.
12. Cleta, fuggita in Italia dopo la morte di Pentesilea.

## Nella cultura successiva
È citata da Dante Alighieri nel Limbo dei grandi spiriti del passato accanto ad un'altra vergine-guerriera come Camilla (Inf. IV, v. 124).
Boccaccio narra un mito alquanto originale di Pentesilea nel XXX capitolo del De mulieribus claris. L'Amazzone era una bellissima vergine guerriera che amava rivestirsi di un'armatura, lanciarsi al galoppo sul suo cavallo e celare i suoi capelli biondi con un elmo. Sentì presto parlare di Ettore e s'infiammò d'amore per l'eroe al solo racconto delle sue imprese. Volendo lasciare un erede al suo trono, raccolse un gran numero di compagne e si lanciò con coraggio in battaglia contro i Greci. Cercò e colse l'attenzione di Ettore intrattenendolo con i suoi eccidi, ma presto perse in guerra quasi la totalità delle sue milizie e fu colpita a morte sotto gli occhi dell'amato, senza riuscire a coronare il suo sogno d'amore.
Essa è conosciuta anche nella letteratura spagnola (citata per esempio nel poema epico catalano del Tirant lo Blanch di Joanot Martorell, pubblicato nel 1490). Il mito fu riproposto anche nella tragedia Pentesilea di Heinrich von Kleist (1808).
È citata nell'Orlando innamorato di Matteo Maria Boiardo (Libro Terzo, Canto I, ottava 28), dove viene detto che alla morte di Ettore entrò in possesso della sua spada, quella che sarà poi chiamata Durindana.
È citata anche ne La città delle Dame di Christine de Pizan.
È citata da Luigi Pulci nel Morgante (Canto XV, ottava 109, v.2), in cui Antea è paragonata a lei e a Camilla per le sue virtù di guerriera.
Citata da Ludovico Ariosto nell'Orlando furioso (Canto XXVI, ottava 81) riferito allo scontro tra Marfisa e Mandricardo. Venne citata anche da Shakespeare nella terza scena de La dodicesima notte in merito all'astuzia della domestica Maria nell'ideare il complotto ai danni del maggiordomo Malvolio.
Al mito di Pentesilea è ispirata l'opera lirica di Othmar Schoeck Penthesilea, op. 39, composta nel 1923-1925 su libretto di Heinrich von Kleist.
Pentesilea è anche il nome di una delle città invisibili di Italo Calvino.
Il mito di Pentesilea e Achille è rielaborato da Carmelo Bene prima nello spettacolo Pentesilea, poi nella sua prima opera poetica, Vulnerabile invulnerabilità e necrofilia in Achille. Poesia orale su scritto incidentato. Versioni da Stazio Omero Kleist (Nostra Signora Editrice, Roma, 1993).